# Имперско министерство на отбраната
Имперско министерство на отбраната (на немски: Reichswehrministerium (RWM))) е едно от министерствата от правителството на Ваймара и Националсоциализма (1919 – 1945). На 21 май 1935 г., съгласно закона за отбраната , е преименувано на Министерство на войната.

## Райхсминистри (1919 – 1945)
| № | Държава               | Име (Роден-Починал)                             | Начало на мандата | Край на мандата | Дни на упр. | Управляваща партия/Коалиция | Кабинет                                                                   | Бележки/Връзки |
| - | --------------------- | ----------------------------------------------- | ----------------- | --------------- | ----------- | --------------------------- | ------------------------------------------------------------------------- | -------------- |
| 1 | Ваймарска република ↓ | Густав Носке (1868 – 1946)                      | 13 февруари 1919  | 22 март 1919    | 37          | SPD                         | I., II.                                                                   |                |
| 2 | —                     | Ото Геслер (1875 – 1955)                        | 27 март 1920      | 19 януари 1928  | 2854        | DDP                         | I., II., III., IV., V., VI., VII., VIII., IX., X., XI., XII., XIII., XIV. |                |
| 3 | —                     | Вилхелм Грьонер (1867 – 1939) Генерал-лейтенант | 20 януари 1928    | 30 март 1932    | 1531        | —                           | I., II., III., IV.                                                        |                |
| 4 | —                     | Курт фон Шлайхер (1882 – 1934) Генерал          | 1 юни 1932        | 28 януари 1933  | 241         | —                           | I., II.                                                                   |                |
| 5 | Нацистка Германия ↓   | Вернер фон Бломберг (1878 – 1946) Фелдмаршал    | 30 януари 1933    | 27 януари 1938  | 1823        | —                           | I.                                                                        |                |
| 6 | —                     | Вилхелм Кайтел (1882 – 1946) Фелдмаршал         | 4 февруари 1938   | 9 май 1945      | 2651        | NSDAP                       | I.                                                                        |                |

### Главнокомандващи на Армия
- Генерал-майор Валтер Райнхарт – 13 септември 1919 до март 1920 г.
- Генерал-майор Ханс фон Зеект – март 1920 до октомври 1926 г.
- Генерал лейтенант Вилхелм Хайе – октомври 1926 до 31 октомври 1930 г.
- Генерал от пехотата Курт фон Хамерщайн-Екворд – 1 ноември 1930 до 27 декември 1933 г.
- Generalleutnant Вернер Фрайхер фон Фрич – 1 януари 1934 до 1 юни 1935 г.

Главнокомандващи на Сухопътни войски
- Генерал от артилерията Вернер Фрайхер фон Фрич – 1 юни 1935 до 4 февруари 1938 г.

### Главнокомандващи на Военноморски сили
- Вицеадмирал Адолф фон Трота – септември до март 1920 г.
- Контраадмирал Вилиам Михаелис – март до септември 1920 г.
- Вицеадмирал Паул Бенке – 1 септември 1920 до 30 септември 1924 г.
- Вицеадмирал Ханс Ценкер – 1 октомври 1924 до 30 септември 1928 г.
- Вицеадмирал Ерих Редер – 1 октомври 1928 до 1 юни 1935 г.

Главнокомандващи на Военноморски сили
- Адмирал Ерих Редер – 1 юни 1935 до 30 януари 1943 г.

### Главнокомандващи на Министерски съвет
- Генерал лейтенант Курт фон Шлайхер – 1 февруари 1929 до 1 юни 1932 г.
- Генерал-майор Фердинанд фон Бредов в 1 юни 1932 до 30 януари 1933 г.
- Полковник Валтер фон Райхенау – 1 февруари 1933 до 1 февруари 1934 г.

Главнокомандващи на ВС
- Генерал-майор Валтер фон Райхенау – 1 февруари 1934 до 30 септември 1935 г.
- Генерал-майор Вилхелм Кайтел – 1 октомври 1935 до 4 февруари 1938 г.

Главнокомандващи на OKW
- Генерал от артилерията Вилхелм Кайтел – 4 февруари 1938 до 9 май 1945 г.